# US Lecce
Unione Sportiva Lecce, zkráceně jen Lecce je italský fotbalový klub hrající v sezóně 2025/26 v 1. italské fotbalové lize, sídlící ve městě Lecce v regionu Apulie.
Klub byl založen 15. března roku 1908 jako Sporting Club Lecce, aktivní v atletice, cyklistice a fotbalu. Prvním prezidentem klubu je během toho roku Francesco Marangi. V roce 1922 se US Lecce zúčastnilo národního mistrovství druhé divize (2. liga), kterou vyhrálo. V sezoně 1922/23 tak poprvé a na dlouhou dobu naposledy působilo v nejvyšší soutěži. S příchodem fašismu se 16. září 1927 sloučily kluby FBC Juventus , SC Lecce a Gladiator do klubu Unione Sportiva Lecce. Barvy přijaté novou společností byly bílé a černé, které ustoupily žluté a červené v roce 1929, kdy Giallorossi (žlutočervení) získali licenci na hraní v druhé lize. V třicátých a čtyřicátých letech 20. století klub několikrát pozastavil činnost, ale v sezoně 1945/46 vyhrál třetí ligu a postoupil tak do druhé ligy. Po třech sezonách sestoupil do třetí ligy a sezonu 1955/56 hrál již čtvrtou ligu. Do druhé ligy se vrátil v sezóně 1978/79 a hrál ji sedm sezon.
Sezonu 1985/86 hrálo Lecce celkově podruhé po 62leté přestávce nejvyšší soutěž. Skončilo na posledním místě a sestoupilo zpět do druhé ligy. Mezi ročníky 1987/88 a 2009/10 se klub pohyboval mezi nejvyšší soutěží a druhou ligou kromě sezony 1995/96, kterou hrál ve třetí lize. Celkem za toto období postoupil do nejvyšší soutěže šestkrát, nikdy se ale dlouhodobě neuchytil.
Nejčernější období klubu nadešlo po skončení ročníku 2011/12. Lecce skončilo na 18. místě a mělo sestoupit do druhé ligy. Jenže za sportovní podvod bylo přeřazeno ještě o soutěž níže do Serie C. To už klub vlastnil nový majitel Savino Tesoro a ten ji 22. června 2015 prodal právníkovi Damianimu.
V nejvyšší soutěži hrálo Lecce celkem 19 sezon (nejdéle tři sezony po sobě). Nejlepším umístěním je 9. místo ze sezony 1988/89. V Italském poháru to dotáhlo nejdále do osmifinále v šesti různých případech.

## Změny názvu klubu
- 1908 – 1922/23 – SC Lecce (Sporting Club Lecce)
- 1927/28 – 1931/32 – US Lecce (Unione Sportiva Lecce)
- 1934/35 – US Pro Lecce (Unione Sportiva Pro Lecce)
- 1935/36 – Dopolavoro Lecce (Dopolavoro Lecce)
- 1936/37 – 1937/38 – AS Lecce (Associazione Sportiva Lecce)
- 1938/39 – AC Lecce (Associazione Calcistica Lecce)
- 1939/40 – US Pro Lecce (Unione Sportiva Pro Lecce)
- 1940/41 – US Lecce (Unione Sportiva Lecce)

## Získané trofeje

### Vyhrané domácí soutěže
- 2. italská liga (2×)

2009/10, 2021/22
- 3. italská liga (4×)

1945/46, 1975/76, 1995/96, 2017/18

## Soupiska
Aktuální k 2. 2. 2025
| Číslo |                   | Pozice | Hráč                           |
| ----- | ----------------- | ------ | ------------------------------ |
| 1     | Rakousko          | O      | Christian Früchtl              |
| 3     | Chorvatsko        | Ú      | Ante Rebić                     |
| 4     | Angola            | O      | Kialonda Gaspar                |
| 5     | Albánie           | Z      | Medon Berisha                  |
| 6     | Itálie            | O      | Federico Baschirotto (kapitán) |
| 7     | Španělsko         | Ú      | Tete Morente                   |
| 8     | Tunisko           | Z      | Hamza Rafia                    |
| 9     | Černá Hora        | Ú      | Nikola Krstović                |
| 10    | Pobřeží slonoviny | Z      | Konan N'Dri                    |
| 11    | Itálie            | Ú      | Nicola Sansone                 |
| 12    | Francie           | O      | Frédéric Guilbert              |
| 14    | Island            | Z      | Þórir Jóhann Helgason          |
| 16    | Španělsko         | Z      | Joan González                  |
| 17    | Portugalsko       | O      | Danilo Veiga                   |
| 19    | Francie           | O      | Gaby Jean                      |
| 20    | Albánie           | Z      | Ylber Ramadani                 |
| 21    | Itálie            | O      | Kevin Bonifazi                 |

| Číslo |             | Pozice | Hráč               |
| ----- | ----------- | ------ | ------------------ |
| 22    | Zambie      | Ú      | Lameck Banda       |
| 23    | Rumunsko    | Ú      | Rareș Burnete      |
| 25    | Itálie      | O      | Antonino Gallo     |
| 28    | Itálie      | O      | Sebastian Esposito |
| 29    | Mali        | O      | Lassana Coulibaly  |
| 30    | Itálie      | B      | Wladimiro Falcone  |
| 32    | Finsko      | B      | Jasper Samooja     |
| 36    | Polsko      | Z      | Filip Marchwiński  |
| 37    | Švédsko     | Ú      | Jesper Karlsson    |
| 42    | Nizozemsko  | O      | Vernon Addo        |
| 44    | Portugalsko | O      | Tiago Gabriel      |
| 50    | Argentina   | Ú      | Santiago Pierotti  |
| 75    | Francie     | Z      | Balthazar Pierret  |
| 77    | Francie     | Z      | Mohamed Kaba       |
|       | Dánsko      | Z      | Jeppe Corfitzen    |
| 99    | Itálie      | O      | Marco Sala         |

## Účast v ligách
| Úroveň soutěže | Název soutěže (nynější název) | První hraná sezona | Poslední hraná sezona | celkem odehraných sezon |
| -------------- | ----------------------------- | ------------------ | --------------------- | ----------------------- |
| 1              | Serie A                       | 1922/23            | 2025/26               | 21                      |
| 2              | Serie B                       | 1921/22            | 2021/22               | 30                      |
| 3              | Serie C                       | 1927/28            | 2017/18               | 41                      |
| 4              | Serie D                       | 1955/56            | 1957/58               | 3                       |

Historická tabulka Serie A od sezony 1929/30 do 2024/25.
| Celkové místo | Odehraných sezon | Celkem bodů | Celkem zápasů | Celkem výher | Celkem remíz | Celkem proher | Celkové skore |
| ------------- | ---------------- | ----------- | ------------- | ------------ | ------------ | ------------- | ------------- |
| 24            | 19               | 606         | 678           | 147          | 197          | 334           | 672:1104      |

## Fotbalisté

### Historické statistiky
| Počet utkání | Počet utkání         | Počet utkání |  | Počet branek | Počet branek      | Počet branek |
| Pořadí       | Jméno                | Počet        |  | Pořadí       | Jméno             | Počet        |
| 1.           | Michele Lorusso      | 418          |  | 1.           | Anselmo Bislenghi | 87           |
| 2.           | Guillermo Giacomazzi | 312          |  | 2.           | Franco Cardinali  | 67           |
| 3.           | Carmelo Miceli       | 291          |  | 3.           | Pietro De Santis  | 57           |
| 4.           | Ruggiero Cannito     | 249          |  | 4.           | Ernesto Chevantón | 53           |
| 5.           | Giuseppe Materazzi   | 228          |  | 5.           | Pedro Pasculli    | 52           |

### Rekordní přestupy
| Nákup  | Nákup                | Nákup     | Nákup      | Nákup       |  | Prodej | Prodej          | Prodej    | Prodej            | Prodej          |
| Pořadí | Jméno                | sezona    | klub       | částka      |  | Pořadí | Jméno           | sezona    | klub              | částka          |
| 1.     | Ernesto Chevantón    | 2001/2002 | Danubio    | 7 mil. Euro |  | 1.     | Patrick Dorgu   | 2024/2025 | Manchester United | 30 mil. Euro    |
| 2.     | Youssef Maleh        | 2023/2024 | Fiorentina | 5 mil. Euro |  | 2.     | Morten Hjulmand | 2023/2024 | Sporting          | 19,5 mil. Euro  |
| 3.     | Wladimiro Falcone    | 2023/2024 | Sampdoria  | 4 mil. Euro |  | 3.     | Mirko Vučinić   | 2007/2008 | Řím               | 15,75 mil. Euro |
| 4.     | Lorenzo Stovini      | 2001/2002 | Reggina    | 4 mil. Euro |  | 4.     | Marin Pongračič | 2024/2025 | Fiorentina        | 15 mil. Euro    |
| 5.     | Christiano Lucarelli | 1999/2000 | Valencia   | 4 mil. Euro |  | 5.     | Valeri Božinov  | 2004/2005 | Fiorentina        | 14 mil. Euro    |

### Na velkých turnajích

#### Vítěz Mistrovství světa
- Pedro Pasculli (MS 1986)

#### Účastníci Mistrovství světa
- Dejan Govedarica (MS 1998)
- Sebastjan Cimirotič (MS 2002)
- Davor Vugrinec (MS 2002)
- Džamil Misbáh (MS 2010)

#### Účastníci Mistrovství Evropy
- Sergej Alejnikov (ME 1992)
- Valeri Božinov (ME 2004)
- Boban Nikolov (ME 2020)
- Marin Pongračić (ME 2024)
- Medon Berisha (ME 2024)
- Ylber Ramadani (ME 2024)

#### Účastníci Copa América
- Pedro Pasculli (CA 1987)
- Mazinho (CA 1991)

#### Účastníci Afrického poháru národů
- Kwame Ayew (APN 1994)
- Souleymane Diamoutene (APN 2008)
- Ahmed Touba (APN 2023)
- Hamza Rafia (APN 2023)
- Lameck Banda (APN 2023)

#### Účastník Olympijských her
- Cesare Bovo (OH 2004)

## Česká stopa

### Trenér
- Zdeněk Zeman (2004/05, 2006/07)

### Hráči
- Ondřej Herzán (2006/07)
- Antonín Barák (2020)
- Daniel Samek (2022–2024)